# Microplitis ceratomiae
Microplitis ceratomiae är en stekelart som beskrevs av Riley 1881. Microplitis ceratomiae ingår i släktet Microplitis och familjen bracksteklar. Utöver nominatformen finns också underarten M. c. actuosus.